# Macroclinium aduncum
Macroclinium aduncum là một loài thực vật có hoa trong họ Lan. Loài này được (Dressler) Dodson mô tả khoa học đầu tiên năm 1984.